# Tony Tarantino
Anthony Tarantino (5 de julho de 1940 - 8 de dezembro de 2023) foi um ator, músico e compositor estadunidense.
Ele nasceu em Queens, Nova York, filho de Isabel e Dominic Tarantino (1915–2004), um veterano da Segunda Guerra Mundial. Em 1952, foi com sua família para Los Angeles, onde se graduou em 1958. Em seguida, entrou no teatro de Pasadena, onde aprendeu dança moderna e esgrima. Ao estudar, ele aprendeu a tocar guitarra e cantar canções de folk em confeitarias locais.
Tony Tarantino tinha muitas competências, incluindo a aviação, esgrima e tiro com arco. Ele também foi faixa preta em karatê e Kung-Fu. Como músico profissional, ele tocou guitarra solo, rítmica e baixo para várias bandas em South Bay, Los Angeles. Também apresentou o Los Angeles Music Award em 2001, ao lado de Paula Abdul e Gary Busey. Ele é o pai do diretor e ator Quentin Tarantino.

## Filmografia

### Como diretor
| Ano  | Título      | Notas |
| ---- | ----------- | ----- |
| 2003 | Blood Money |       |

### Como ator
| Ano  | Título         | Notas                           |
| ---- | -------------- | ------------------------------- |
| 2008 | Harvest Moon   |                                 |
| 2003 | Blood Money    |                                 |
| 1999 | All the Rage   | Não confundir com It's the Rage |
| 1999 | Family Tree    |                                 |
| 1999 | Holy Hollywood |                                 |

### Como cinematógrafo
| Ano  | Título           |
| ---- | ---------------- |
| 2009 | Samurai Princess |